# Per Mertesacker
Per Mertesacker, nemški nogometaš, * 29. september 1984, Hannover, Zahodna Nemčija.
Mertesacker je na začetku svoje kariere igral za matični klub Hannover 96. Od sezone 2006-2011 je bil član Werderja iz Bremna. Med letoma 2011 in 2018 pa je bil član angleškega kluba Arsenal F.C.. Mertesacker je bil stalni član nemške nogometne reprezentance s katero je na svetovnih prvenstvih 2006 in 2010 osvojil 3. mesto, leta 2014 pa 1.